# Abingdon Works
Die Abington Works Ltd., vorher Coxeter & Sons und Abingdon Ecco Ltd., war ein britischer Motorrad- und Automobilhersteller.

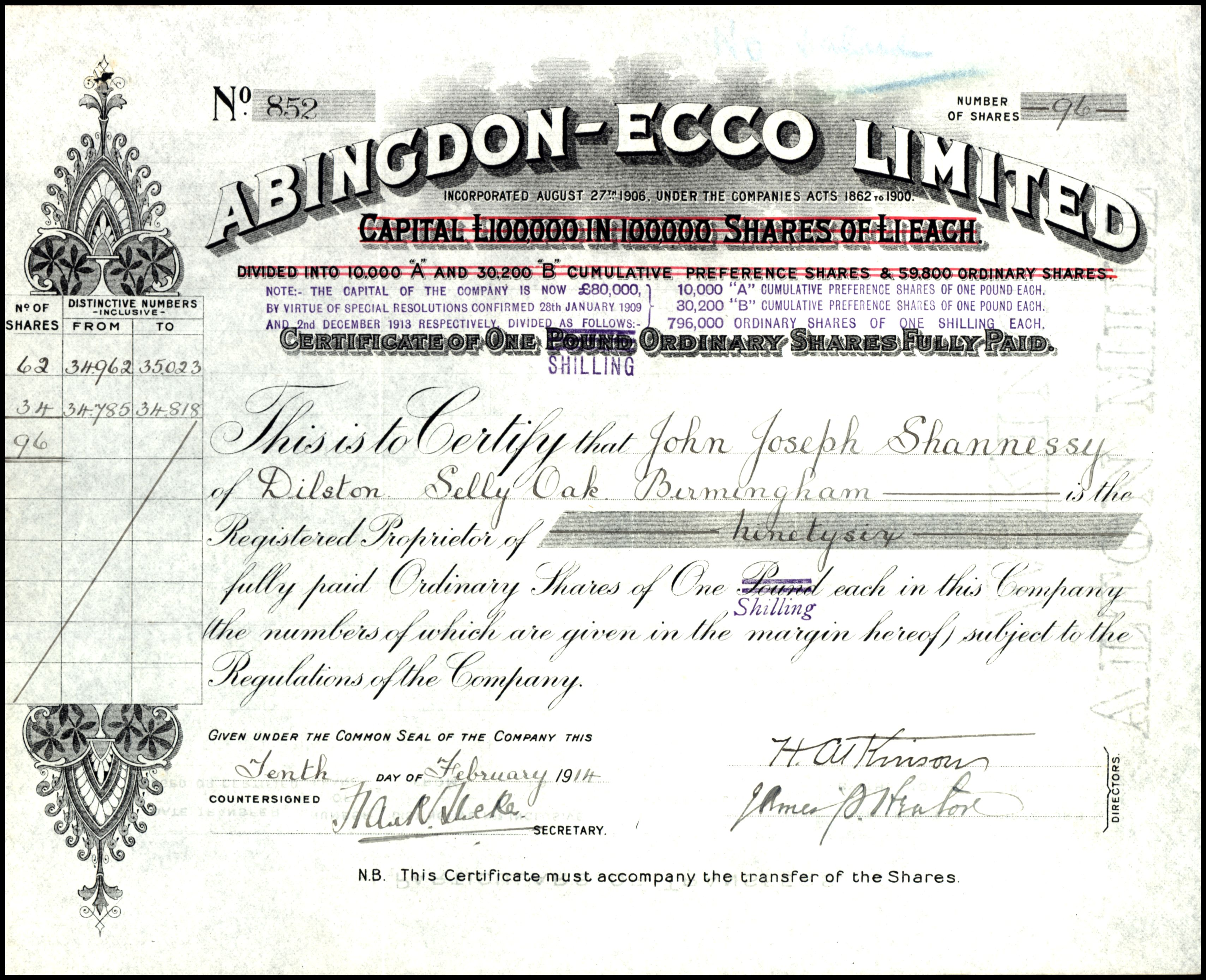
Aktie der Abingdon-Ecco Ltd vom 10. Februar 1914

## Unternehmensgeschichte
Das Unternehmen wurde 1903 in Abingdon (Berkshire) als Coxeter & Sons gegründet. Die Produktion von Motorrädern begann. Der Markenname lautete Abingdon. Später folgten die Umfirmierungen in Abingdon Ecco Ltd. und Abingdon Works Ltd. sowie der Umzug nach Tyseley bei Birmingham. Zwischen 1922 und 1923 standen auch Automobile im Sortiment. Davon entstanden zwölf Stück. 1925 endete die Produktion. Abingdon King Dick setzte die Produktion der Motorräder als AKD noch bis 1933 fort.

## Fahrzeuge

### Automobile
Der Abington wurde konfektioniert, d. h., ausschließlich aus Teilen anderer Hersteller zusammengebaut. Es handelte sich um einen offenen Tourenwagen, der mit einem Vierzylinder-Reihenmotor von Dorman ausgestattet war. Der Hubraum des seitengesteuerten Motors betrug 1496 cm³.